# Plujne, Izeaslav
Plujne (în ucraineană Плужне) este localitatea de reședință a comunei Plujne din raionul Izeaslav, regiunea Hmelnîțkîi, Ucraina.

## Demografie
Componența lingvistică a localității Plujne
     Ucraineană (99,09%)
     Alte limbi (0,91%)
Conform recensământului din 2001, majoritatea populației localității Plujne era vorbitoare de ucraineană (99,09%), existând în minoritate și vorbitori de alte limbi.